# Peter Gray (jinete)
Peter Gray (24 de noviembre de 1957) es un jinete bermudeño que compitió en la modalidad de concurso completo. Ganó una medalla de bronce en los Juegos Panamericanos de 1987, en la prueba individual.

## Palmarés internacional
| Juegos Panamericanos | Juegos Panamericanos          | Juegos Panamericanos | Juegos Panamericanos |
| Año                  | Lugar                         | Medalla              | Categoría            |
| -------------------- | ----------------------------- | -------------------- | -------------------- |
| 1987                 | Indianápolis (Estados Unidos) | Medalla de bronce    | Individual           |